# Военные часы

Наручные мужские часы «Кировские» образца 1943 года

Наручные мужские часы «Штурманские», СССР

Вое́нные часы́ — часы, изготовляемые для военнослужащих различных государств и удовлетворяющие повышенным техническим требованиям. 
Военные часы могут быть карманными, траншейными или наручными. Отличаются от часов в стиле «милитари», которые имеют дизайн военных часов, но не отвечают соответствующим эксплуатационным требованиям. Военные часы могут использоваться как знак отличия, наградные часы.
Военными часами также считаются и часы, входящие в комплект вооружения и военной техники — танков, самолётов, кораблей и прочего, где предусмотрена их установка.

## История
Военные часы появились в конце XIX века в связи с необходимостью синхронизировать время начало боя, операции, и так далее не раскрывая его использованием сигналов. Офицеры Вооружённых сил Великобритании использовали наручные часы в 1880-х года в таких кампаниях как Первая англо-бурская и Третья англо-бирманская войны. В континентальной Европе Girard-Perregaux и другие швейцарские часовщики начали выпуск наручных часов для Военно-морских сил Германии около 1880 года.
Военные часы SwissArmy официально поставляются в подразделения ряда стран: Швейцария, Франция, Япония, Англия.
В СССР выпускались такие марки военных часов как «Командирские», «Амфибия», «Штурманские», «Вахтенные», «Полярные» и т.д.

## Особенности
Основным требованием к военным часам была удобность использования в боевых условиях: устойчивость к ударам, вибрации, тряске, высокому давлению, в том числе под водой.
Современные военные часы часто имеют дополнительные опции: безель, антимагнитный экран, тахиметр, хронограф, календарь, автоподзавод, компас, 24-х часовой циферблат, индикатор запаса хода, люминесцентное покрытие циферблата (старые военные часы, выпущенные до второй половины 1960-х, имеют радиевую светомассу постоянного действия, поэтому в случае нарушения герметичности корпуса представляют серьёзную опасность для здоровья, и подлежат дезактивации путём удаления радиоактивной светомассы, и нанесения вместо неё нерадиоактивной люминесцентной краски на основе алюмината стронция, и последующей утилизации удалённой радиевой светомассы, относящейся к радиоактивным отходам) и стрелок, цифр или меток, а также специальную разметку циферблата (например, на циферблате часов для радистов нанесены четыре красных сектора «радиомолчания» по три минуты каждый, для прослушивания сигналов SOS).